# Gordon Johncock

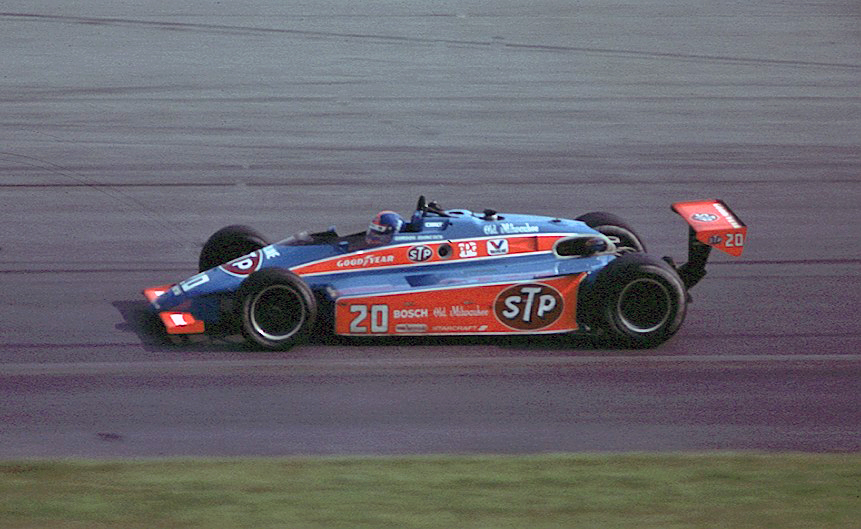
Gordon Johncock bei einem Champ-Car-Rennen in Pocono

Gordon Johncock (* 5. August 1936 in Hastings) ist ein ehemaliger US-amerikanischer Autorennfahrer.

## Karriere
Gordon Johncock gehörte zu den etablierten USAC-Piloten, als er 1973 erstmals das 500-Meilen-Rennen von Indianapolis gewann. Seinen ersten Erfolg in der USAC-Rennserie konnte er 1965 bei der Milwaukee Mile feiern.
Das 500-Meilen-Rennen war 1973 von fatalen Unfällen überschattet. Johncocks Teamkollege Swede Savage hatte in der 58. Runde einen Feuerunfall und erlag einen Monat später seinen schweren Brandverletzungen. Ein Mitglied von Johncocks Boxencrew wurde ausgangs der Boxengasse von einem Feuerwehrfahrzeug überfahren und schwer verletzt. Das Rennen wurde nach 133 Runden, als Johncock in Führung lag, wegen Regen abgebrochen und nach Stunden des Wartens nicht mehr neu gestartet.
1976 sicherte er sich den Gesamtsieg der USAC-Meisterschaft durch einen Sieg beim letzten Rennen in Phoenix. Der bis dahin in der Meisterschaft führende Johnny Rutherford musste sich mit dem zweiten Gesamtrang begnügen.
1976 und 1978 wurde er in Indianapolis jeweils Dritter und im März 1979 gewann er das erste Rennen der neuen CART-Indy-Car-Rennserie. 1982 siegte er zum zweiten Mal beim 500-Meilen-Rennen von Indianapolis. Beim letzten Boxenstopp wurde Johncock mehr Treibstoff eingefüllt als notwendig und der Wagen damit unnötig schwer gemacht. Rick Mears konnte daher innerhalb weniger Runden seinen Rückstand auf Johncock verkürzen und verlor das Rennen mit einem Rückstand von 0,16 Sekunden.
Johncock gewann drei weitere Indy-Car-Rennen und trat 1992 endgültig vom Rennsport zurück. Schon 1985 und 1987 war er zweimal spontan zurückgetreten, kam aber beide Male wieder zurück.
Er bestritt auch 21 NASCAR-Rennen, seine besten Platzierungen waren jeweils vierte Ränge in Rockingham 1966 und Daytona 1973.